# Antonio Vela Mendicute
Antonio Vela Mendicute (6 de noviembre de 1904- 29 de agosto de 1967), nació en Escobedo de Camargo y falleció en Santander. Sus padres fueron Tomás Vela y Calixta Mendicute. A la edad de 16 años marchó a la Argentina, donde comenzó sus estudios musicales, debutando en el Teatro Mayo de Buenos Aires con la ópera Marina. Durante nueve años fue tenor titular del Teatro Colón también en Buenos Aires.
Ya en Europa fueron notables sus actuaciones en el Teatro San Carlos en Nápoles. Formó pareja artística con las más notables divas de la época, entre ellas Renata Tebaldi donde cantaron en un homenaje dedicado al maestro Giordano, con la Ópera Adrea Chenier y con María Callas con quien cantó en el famoso Teatro Colón de Buenos Aires las óperas Norma y Aida. Otras óperas en las que cantó fueron: La Bohéme, Tosca, Madama Butterfly, etc.
Su descendencia reside en Argentina, donde se casó con Emilia Esther Suso. De esa unión nacieron Elba  Vela y Rubén  Vela, reconocido poeta.  Sus nietos: 1) Hijos de Elba y Enrique Saiz: Enrique, Roberto, Jorge y Stella Maris Saiz Vela y 2) Hijos de Rubén y Juana -Nina-  Micono: Alejandra, Fernanda y Nicolás Vela Micono. 
Realizó más de una decena de grabaciones de arias de ópera, romanzas de zarzuela y canciones populares que pueden encontrarse fácilmente en internet, si bien la calidad técnica de las mismas es limitada. Merece la pena destacar sus interpretaciones de Vesti la giubba en el Teatro Pereda de Santander y del dúo del primer acto del Otello de Verdi junto a Sofía Bandín, obtenida durante una representación en el Teatro Argentino de La Plata en 1951.
En España, tiene monumentos en Santander y en Escobedo de Camargo y en Argentina, en la Plaza España de Ciudad de Santa Fe.